# Mændenes Overmand
Mændenes Overmand er en amerikansk stumfilm fra 1923 af Victor Heerman.

## Medvirkende
- Constance Talmadge som Barbara Winslow
- Conway Tearle som Miles Prothero
- Morgan Wallace som Percy Kirk
- Charles K. Gerrard som Peter Dare
- Marjorie Daw som Cecelie Winslow
- Kate Price som Jane
- Tully Marshall som Simon